# Satoru Yamagishi
Satoru Yamagishi (山岸 智, Yamagishi Satoru) est un footballeur japonais né le 3 mai 1983 à Chiba au Japon.

## Palmarès
- Championnat du Japon : 2012, 2013 et 2015